# Potamio de Lisboa
Potamio de Lisboa (siglo IV) fue uno de los Padres de la Iglesia. No debe confundirse con Potamio de Braga.
Primer obispo de la ciudad de Olissipo (actual Lisboa), profesó el niceanismo durante sus inicios obispales, pasándose hacia el 355 al arrianismo. Presionó al Papa Liberio para que este rompiese con Atanasio y se adhiriese a la fórmula de Sirmio del 351; Potamio participó también en la redacción de la segunda fórmula propuesta en un segundo sínodo en Sirmium, con un acento aún más arriano.
Hacia el 360 regresó a la ortodoxia católica, tras la muerte del emperador Constancio II, que pudo haber presionado para que Potamio y otros hubisesen acogido el arrianismo. Realiza una encendida defensa atanasia en su Epistula ad Athanasium y en Epistula de substantia afirma la unidad de la Trinidad como susbtrato común de las tres personas.